# Microthymochares
Microthymochares is een geslacht van rechtvleugeligen uit de familie doornsprinkhanen (Tetrigidae). De wetenschappelijke naam van dit geslacht is voor het eerst geldig gepubliceerd in 1991 door Devriese.

## Soorten
Het geslacht Microthymochares  is monotypisch en omvat slechts de volgende soort:
- Microthymochares pullus (Devriese, 1991)